# 日曜さくらい倶楽部
日曜さくらい倶楽部（にちようさくらいくらぶ）は、ABCラジオ（朝日放送）で放送の音楽とトークの番組である。日曜日午後に放送。2010年4月4日放送開始。
桜井一枝が進行をつとめ、主に音楽とフリートークから構成される。午後4時台にはキダ・タローがレギュラーゲストとして出演する音楽コーナーも設定されている。
中央競馬の重要レースが開催される週では、競馬中継が15時台後半に挿入されることがある。
2010年4月の放送開始時から2010年12月までは河井康行がアシスタントとして出演し、桜井と2人体制で番組を進行していた。しかし2011年1月より桜井の単独進行へ変更されている。
2012年度は4月から6月にかけての阪神タイガースの日曜の試合がすべてデーゲームで行われることから、本番組も2012年3月25日で一旦終了し、この間は代わりに『柴田博のプレイボール直前情報』をプロ野球中継の前座番組として放送した。同年7月15日より、阪神戦デーゲームのない日に限定して放送を再開。プロ野球のオフシーズンである10月以降は毎週のレギュラー放送を復活させていたが、同年最後の放送（12月30日）で終了した。

## 放送時間
毎週日曜日　原則として13時30分から16時30分。
2011年9月までは13時30分-17時の放送だったが、10月から2012年3月までは「アクサ生命プレゼンツ 杏のAnytime Andante」（ニッポン放送制作）開始に伴い、30分短縮の13時30分から16時30分となっていた。2012年7月の再開後は、それまで13:00開始であった「Go!Go!マレーシア マナベル トラベル マレーシア」が30分繰り下げられるため、13時55分から16時30分での放送となっていたが、同番組が終了した10月からは上記時間帯に戻る。

### 「ABCフレッシュアップベースボール」との兼ね合い
デーゲーム中継がある場合
2010年度は、15時以前開始である場合「フレッシュアップ-」内包（「日曜さくらい倶楽部」は編成上では休止）扱いとしつつも、デーゲームの試合開始前までと、試合終了が早く、所定の17時まで余裕がある場合、および放送予定試合が中止になった場合も全編を通して、それぞれ「フレッシュアップ-」スタジオバージョン（協賛スポンサーもそのまま付く）として、この番組の体裁で放送（その場合でも競馬中継は野球を中断して放送）し、当日のスタジオ案内役の女性タレントに加え、桜井も出演した。
また15時以後の薄暮で開催される場合は試合開始5分前まで通常と同じ「日曜さくらい倶楽部」として放送した後で「フレッシュアップ－」につないだ。
2011年度は14時以後開始の場合は試合開始まで「日曜さくらい倶楽部」として放送後「フレッシュアップ-」につなぐ（中止時・早終了時の対応は前年と同じ）。ただし、当初中継予定だった同4月10日の放送は、東日本大震災の発生による開幕時期の延期（3月25日開会が4月12日に延期された）ため、雨天中止に準じる形で13:55以後「フレッシュアップ-」スタジオバージョンとした。
2012年度は当番組自体が13時55分開始となったため、デーゲーム中継がある場合は番組そのものが休止されることになった。ただし、本番組の放送がない4月から6月の間を除き、雨天中止時は「フレッシュアップ-」スタジオバージョンの扱いで当番組が復活し、桜井が担当していた。
ナイター中継がある場合
2011年6月までは、ナイター中継がある場合、本来18時から放送されている「三井生命 イブニングカフェ」（文化放送制作）が16時50分-17時の枠に移動してくるため、本番組は13時30分から16時50分の放送となっていた。しかし、「イブニングカフェ」は2011年6月26日を以って終了したため、7月3日からは本番組をフルバージョンで放送していた。